# 주말레이시아 타이베이 경제문화판사처
주말레이시아 타이베이 경제문화판사처(중국어: 駐馬來西亞臺北經濟文化辦事處, Pejabat Ekonomi dan Kebudayaan Taipei, Taipei Economic and Cultural Office in Malaysia)는 중화민국 정부가 말레이시아에 설치한 외교 공관이다. 양국간의 외교관계가 부재한 관계로 타이베이 대표부 형식으로 개설하였다.

## 역사
1964년 11월 중화민국이 말레이시아에 주쿠알라룸푸르 중화민국 영사관을 설치하고 1969년에 주쿠알라룸푸르 중화민국 총영사관으로 승격하였다. 그러나 1974년에 말레이시아 정부가 중화인민공화국과 수교하면서 중화민국 정부는 주쿠알라룸푸르 중화민국 총영사관을 폐쇄했다.
중화민국은 1974년 8월에 주쿠알라룸푸르 극동 무역 여행 센터를 설치했고 1988년에 주말레이시아 타이베이 경제 문화 센터로 승격했다. 1992년 7월 13일을 기해 지금과 같은 명칭으로 변경되었다.

## 같이 보기
- 중화민국 외교부